# Comuna Maslove, Djankoi
Maslove (în ucraineană Маслове) este o comună în raionul Djankoi, Republica Autonomă Crimeea, Ucraina, formată din satele Komsomolske, Maslove (reședința) și Subotnîk.

## Demografie
Componența lingvistică a comunei Maslove
     Rusă (50,79%)
     Ucraineană (32,76%)
     Tătară crimeeană (14,94%)
     Alte limbi (0,59%)
Conform recensământului din 2001, majoritatea populației comunei Maslove era vorbitoare de rusă (50,79%), existând în minoritate și vorbitori de ucraineană (32,76%) și tătară crimeeană (14,94%).